# Municipio de Walkerville
El municipio de Walkerville (en inglés: Walkerville Township) es un municipio ubicado en el condado de Greene en el estado estadounidense de Illinois. En el año 2010 tenía una población de 233 habitantes y una densidad poblacional de 2,27 personas por km².

## Geografía
El municipio de Walkerville se encuentra ubicado en las coordenadas 39°24′16″N 90°32′32″O / 39.40444, -90.54222. Según la Oficina del Censo de los Estados Unidos, el municipio tiene una superficie total de 102.61 km², de la cual 101,01 km² corresponden a tierra firme y (1,56 %) 1,6 km² es agua.

## Demografía
Según el censo de 2010, había 233 personas residiendo en el municipio de Walkerville. La densidad de población era de 2,27 hab./km². De los 233 habitantes, el municipio de Walkerville estaba compuesto por el 98,71 % blancos, el 0,43 % eran afroamericanos y el 0,86 % eran de una mezcla de razas. Del total de la población el 0 % eran hispanos o latinos de cualquier raza.